# Шимков Андрій Петрович
Шимков Андрій Петрович (рос. Шимков Андрей Петрович, 21 листопада 1839 — 1919) — фізик.

## Біографія
Народився 21 листопада 1839 року в с. Михнівка Кобеляцького повіту Полтавської губернії. У 1856 році закінчив Полтавську гімназію, у 1860 році — Харківський університет. У 1864 році за дисертацію «Про стисливість газів» удостоєний ступеня магістра фізики. У 1865 році обраний доцентом. У 1868 році за дисертацію «Дослід фізичного пояснення співвідношення між електрикою і теплотою» удостоєний ступеня доктора фізики. З 1871 року Шимков — ординарний професор Харківського університету. Крім дисертації, Шимков надрукував низку наукових робіт у спеціальних виданнях, а також видав «Курс дослідної фізики» в трьох томах, який виявився настільки вдалим, що використовувався в усіх університетах Російської імперії. До серпня 1899 був професором фізики в тому ж університеті.
А. П. Шимков був почесним мировим суддею по Харківському повіту, а також у званні земського гласного по Харківському й Кобеляцькому повітах, гласним Полтавського губернського земства і гласним Харківської думи. З 1879 по 1890 рік був головою харківського Товариства поширення грамотності в народі. У 1899 році був призначений уповноваженим із сільськогосподарської частини в Харківській губернії.
6 травня 1904 А. П. Шимков призначений директором Московського сільськогосподарського інституту, а у вересні 1905 року, внаслідок поширення на інститут найвищого указу від 27 серпня 1905 про автономію вищих навчальних закладів, радою професорів інституту обраний директором. У квітні 1907 року звільнився від служби.
З 1909 року перебував Президентом полтавського Товариства сільського господарства, а також був редактором полтавської газети «Хуторянинъ».
Помер 1919 року. Точна дата смерті, причина смерті, й місце поховання невідомі.
Дружина — педагогиня і громадська діячка Марія Шимкова.